# Hammam Nbail
Hammam Nbail (em árabe: حمام النبايل) é uma cidade e comuna localizada na província de Guelma, Argélia. Segundo o censo de 2008, a população total da cidade era de 16 199 habitantes.